# Synagogue de Sandys Row
La synagogue de Sandy's Row est un lieu de culte juif classé monument historique située dans l'East End de Londres.  C'est aujourd'hui la plus ancienne synagogue ashkénaze de Londres. 

## Histoire
Le bâtiment est construit en 1766 par des huguenots français réfugiés en Angleterre, sous le nom de l'Église de l'Artillerie, dans la rue éponyme de Parliament Court, Artillery Street, dans le quartier de Bishopsgate, L'église passe ensuite aux mains de baptistes universalistes unitariens, de baptistes écossais et de la chapelle Salem.  
En 1867, le bâtiment est acheté par une société juive, la Hevrat Menahem Avalim Hesed v'Emeth (The Comforters of Mourners Kindness and Truth Society).  La société est fondée par des immigrants en 1853 en tant qu'assistance mutuelle et société d'assurances funéraires. Les membres sont des ouvriers d'origine hollandaise ashkénaze, employés comme fabricants de cigares, tailleurs de diamants et marchands de fruits. 
La rénovation du bâtiment est combattue par les synagogues établies de Londres, dont les responsables estimaient que les nouveaux immigrants doivent rejoindre l'une des congrégations établies.[réf. nécessaire] Le grand rabbin de Londres, Nathan Marcus Adler, refuse de présider les cérémonies de dédicace. Le coût total de la rénovation s'éleve à 1 000 £. L'entrepreneur en construction détenait une hypothèque pour la majeure partie du coût, que la congrégation rembourse au taux de 70 £ par an,. 
En 1881, Sandys Row compte parmi les plus grandes congrégations de l'East End, avec plus de 460 familles et hommes adultes. 
Après la destruction de la Grande synagogue de Londres, première congrégation ashkénaze de la ville, par les bombardements allemands dans le Blitz de Londres le 10 mai 1941, Sandys Row devient la plus ancienne synagogue ashkénaze de Londres.

## Architecture
La synagogue est aménagée par l'architecte Nathan S. Joseph. Le bâtiment est rectangulaire et mesure 15 par 11 mètres. Une galerie de femmes longe les murs nord, ouest et sud. L'arche sainte est placée sur le mur sud-est, devant l'ancienne entrée, et une nouvelle porte est ouverte dans le mur nord-ouest, ouvrant sur Sandys Row. 